# 韋爾本
50°23′22″N 25°13′5″E / 50.38944°N 25.21806°E
韋爾本（羅馬化：Verben），是烏克蘭西北部的村莊，隸屬里夫內州的杜布諾區。該村始建於1563年，面積48.4平方公里，海拔高度217米，2015年人口1,006，人口密度每平方公里23.6人。